# Artur Czaja
Artur Czaja (ur. 23 stycznia 1994 w Tarnowskich Górach) – polski żużlowiec.
Członek kadry narodowej juniorów w sezonie 2013. Reprezentował Polskę w IMEJ, DMEJ i IMŚJ. Drużynowy mistrz Europy juniorów 2013.. Złoty medalista MMPPK (2013) oraz brązowy medalista MDMP (2016) – w obydwóch finałach zdobył komplet punktów.

## Kariera
Egzamin na licencję "Ż" zdał w 2010 roku i do roku 2015 był związany z częstochowskim Włókniarzem. Sezon 2015 spędził w Stali Rzeszów. W 2016 powrócił do Włókniarza, natomiast sezon 2017 spędził w Unii Tarnów, z którą wygrał rozgrywki Nice PLŻ i awansował do Ekstraligi.
W lipcu 2020 r. poinformował o zakończeniu kariery sportowej.

## Mistrzostwa Europy

### Indywidualne Mistrzostwa Europy Juniorów
W sezonie 2012 odpadł w finale krajowych eliminacji.
| Sezon | Dzień       | Miejscowość | Miejsce | Punkty | Biegi     | Klub                  |
| ----- | ----------- | ----------- | ------- | ------ | --------- | --------------------- |
| 2011  | 9 lipca     | Lublana     | 14      | 3      | 0,1,2,u,w | Włókniarz Częstochowa |
| 2013  | 24 sierpnia | Güstrow     | 6       | 8      | 3,w,2,0,3 | Włókniarz Częstochowa |

### Drużynowe Mistrzostwa Europy Juniorów
| Sezon | Dzień   | Miejscowość | Miejsce | Punkty | Biegi   | Klub                  |
| ----- | ------- | ----------- | ------- | ------ | ------- | --------------------- |
| 2013  | 6 lipca | Opole       |         | 9      | 3,2,2,2 | Włókniarz Częstochowa |

## Rozgrywki krajowe

### Mistrzostwa Polski

#### Drużynowe Mistrzostwa Polski
| Sezon | Liga       | Klub                       | Miejsce | Mecze | Biegi | Punkty | Bonusy | Razem | Komplety | Śr. bieg.   | Śr. mecz. |
| ----- | ---------- | -------------------------- | ------- | ----- | ----- | ------ | ------ | ----- | -------- | ----------- | --------- |
| 2011  | Ekstraliga | Włókniarz Częstochowa      | 8       | 14    | 43    | 37     | 3      | 40    | 0        | 0,930 (44)  | 2,64      |
| 2012  | Ekstraliga | Włókniarz Częstochowa      | 8       | 17    | 61    | 57     | 7      | 64    | 0        | 1,049 (57)  | 3,76      |
| 2013  | Ekstraliga | Włókniarz Częstochowa      | 4       | 21    | 83    | 109    | 13     | 122   | 0        | 1,470 (47)  | 5,19      |
| 2013  | I Liga     | ŻKS Ostrovia Ostrów (gość) | 6       | 2     | 9     | 16     | 2      | 18    | 0        | 2,000 (nkl) | 8,00      |
| 2014  | Ekstraliga | Włókniarz Częstochowa      | 7       | 14    | 61    | 62     | 9      | 71    | 0        | 1,164 (48)  | 4,43      |
| 2015  | Ekstraliga | Stal Rzeszów               | 7       | 14    | 53    | 55     | 6      | 51    | 0        | 1,151 (49)  | 3,93      |
| 2015  | Nice PLŻ   | ŻKS Ostrovia Ostrów (gość) | 2       | 1     | 3     | 5      | 1      | 6     | 0        | 2,000 (nkl) | 5,00      |
| 2016  | Nice PLŻ   | Włókniarz Częstochowa      | 3       | 14    | 61    | 87     | 12     | 99    | 0        | 1,623 (45)  | 6,21      |
| 2017  | Nice PLŻ   | Unia Tarnów                | 1       | 17    | 76    | 136    | 15     | 151   | 0        | 1,987 (16)  | 8,00      |
| 2018  | Nice PLŻ   | ROW Rybnik                 | 2       | 9     | 36    | 52     | 6      | 58    | 0        | 1,611 (nkl) | 5,78      |
| 2019  | Nice PLŻ   | Unia Tarnów                | 4       | 12    | 53    | 74     | 9      | 83    | 0        | 1,566 (27)  | 6,17      |
| Razem | Razem      | Razem                      | Razem   | 135   | 539   | 690    | 83     | 763   | 0        | 1,505       | 5,37      |

#### Indywidualne Mistrzostwa Polski
Nigdy nie wystartował w finale. W sezonach 2012, 2015, 2017 odpadał w półfinałach, zajmując kolejno 11, 16, 13. miejsce. W sezonach 2013–2014, 2016 odpadał w ćwierćfinałach, zajmując kolejno 18, 12, 15. miejsce.

#### Młodzieżowe Drużynowe Mistrzostwa Polski
W sezonach 2010–2012, 2014 odpadał w półfinałach, reprezentując barwy Włókniarza Częstochowa. W sezonie 2015 nie startował w rozgrywkach MDMP
| Sezon | Dzień       | Miejscowość | Miejsce | Punkty | Biegi     | Klub                  |
| ----- | ----------- | ----------- | ------- | ------ | --------- | --------------------- |
| 2013  | 4 września  | Częstochowa | 6       | 9      | 3,3,1,2   | Włókniarz Częstochowa |
| 2016  | 23 września | Rybnik      |         | 15     | 3,3,3,3,3 | Włókniarz Częstochowa |

#### Młodzieżowe Indywidualne Mistrzostwa Polski
W sezonie 2010 odpadł w półfinale. W sezonie 2012 w półfinale rozegranym 18 lipca w Rybniku zdobył 12 pkt. i zajmując 4. miejsce zakwalifikował się do finału, jednak z powodu kontuzji w nim nie wystąpił.
| Sezon | Dzień       | Miejscowość         | Miejsce | Punkty | Biegi     | Klub                  |
| ----- | ----------- | ------------------- | ------- | ------ | --------- | --------------------- |
| 2011  | 2 września  | Gorzów Wielkopolski | 18      | NS     | -         | Włókniarz Częstochowa |
| 2013  | 7 września  | Tarnów              | 11      | 6      | 1,1,1,1,2 | Włókniarz Częstochowa |
| 2014  | 13 września | Gorzów Wielkopolski | 16      | 1      | 0,1,u,0,0 | Włókniarz Częstochowa |
| 2015  | 12 lipca    | Leszno              | 10      | 6      | 1,2,3     | Stal Rzeszów          |

#### Młodzieżowe Mistrzostwa Polski Par Klubowych
W sezonie 2015 nie wystartował w rozgrywkach.
| Sezon | Dzień           | Miejscowość         | Miejsce | Punkty | Biegi       | Klub                  |
| ----- | --------------- | ------------------- | ------- | ------ | ----------- | --------------------- |
| 2010  | 12 czerwca      | Gorzów Wielkopolski | 5       | 2      | 0,0,1,0,0,1 | Włókniarz Częstochowa |
| 2011  | 1 lipca         | Gdańsk              | 7       | 0      | w,-,-,-,-,- | Włókniarz Częstochowa |
| 2012  | 20 października | Gniezno             | 5       | 9+2    | 2,0,1,2,3,1 | Włókniarz Częstochowa |
| 2013  | 3 października  | Gdańsk              |         | 17+1   | 3,3,3,3,2,3 | Włókniarz Częstochowa |
| 2014  | 9 października  | Tarnów              | 5       | 9+1    | 3,1,2,1,w,2 | Włókniarz Częstochowa |

### Pozostałe rozgrywki krajowe

#### Turniej o Złoty Kask
W sezonach 2010–2013 nie startował w eliminacjach. W sezonach 2014–2017 odpadał w turniejach eliminacyjnych.

#### Turniej o Srebrny Kask
W sezonie 2010 nie startował w eliminacjach. W sezonach 2011–2012 odpadał w półfinale.
| Sezon | Dzień       | Miejscowość | Miejsce | Punkty | Biegi      | Klub                  |
| ----- | ----------- | ----------- | ------- | ------ | ---------- | --------------------- |
| 2013  | 3 sierpnia  | Rawicz      | 15      | 1      | 0,1,d,w,ns | Włókniarz Częstochowa |
| 2014  | 27 lipca    | Krosno      | 17      | 0      | 0,0,0,w,d  | Włókniarz Częstochowa |
| 2015  | 30 sierpnia | Piła        | 8       | 9      | 2,1,1,3,2  | Stal Rzeszów          |

#### Turniej o Brązowy Kask
W sezonie 2012 w półfinale rozegranym 20 czerwca w Lublinie zdobył 13 punktów i zajmując 2. miejsce zakwalifikował się do finału, jednak z powodu kontuzji w nim nie wystąpił.
| Sezon | Dzień       | Miejscowość | Miejsce | Punkty | Biegi         | Klub                  |
| ----- | ----------- | ----------- | ------- | ------ | ------------- | --------------------- |
| 2010  | 5 sierpnia  | Leszno      | 14      | 3      | 0,1,1,1,0     | Włókniarz Częstochowa |
| 2011  | 13 sierpnia | Częstochowa | 13      | 5      | 2,1,0,2,u     | Włókniarz Częstochowa |
| 2013  | 17 sierpnia | Łódź        | 4       | 12+2   | 3,3,3,3,0 + 2 | Włókniarz Częstochowa |

#### Drużynowe Mistrzostwa Ligi Juniorów
| Dzień                                                                       | Rok  | Klub                  | Miejscowości | Miejsce | Biegi |  |
| --------------------------------------------------------------------------- | ---- | --------------------- | --- | ------- | --- |  |
| 23.06, 29.06, 30.06, 20.07, 21.07, 27.07, 28.07                             | 2010 | Włókniarz Częstochowa | Toruń, Wrocław, Leszno, Tarnów, Częstochowa, Zielona Góra, Gorzów Wielkopolski                                              | 7       | (0,3,1,0), (0,1,2,1), (0,2,u,2), (0,2,1,0), (w,0,0,0), (u,2,1,2), (w,0,w,1)                                     |  |
| 13.07, 02.08, 03.08, 09.08, 10.08, 16.08, 31.08                             | 2011 | Włókniarz Częstochowa | Leszno, Wrocław, Gorzów Wielkopolski, Zielona Góra, Rzeszów, Tarnów, Częstochowa, Toruń                                     |         | (1,3,2,2), (0,1,3,2), (1,2,3,3), (1,3,2,1), (3,1,3,3), (2,3,3,2), (1,2,1,0)                                     |  |
| 26.06, 27.06, 03.07, 04.07, 11.07, 19.07, 08.08, 09.08, 14.08, 22.08, 23.08 | 2012 | Włókniarz Częstochowa | Wrocław, Zielona Góra, Częstochowa, Tarnów, Rzeszów, Leszno, Tarnów, Rzeszów, Częstochowa, Gdańsk, Bydgoszcz                | 4       | (3,3,3,3), (3,3), (1,3,3,2), (3,1,3,3), (1,2,3,2), (3,3,3,3), (2,3,2,2), (2,2,0,3), (2,2,1,3), ns, ns           |  |
| 18.06, 19.06, 02.07, 03.07, 18.07, 30.07, 31.07, 06.08, 07.08, 21.08, 22.08 | 2013 | Włókniarz Częstochowa | Rzeszów, Tarnów, Zielona Góra, Wrocław, Częstochowa, Toruń, Zielona Góra, Częstochowa, Rzeszów, Leszno, Gorzów Wielkopolski |         | (1,w,3,3), (3,3,3,2), (3,2,3,3), (3,3,3,3), (3,3,3,1), (3,3,3,3), (3,2,3,2), (3,0,3,3), ns (1,1,2,3), (1,3,2,2) |  |
| 02.07, 03.07, 09.07, 05.08, 06.08, 20.08, 03.09                             | 2014 | Włókniarz Częstochowa | Gdańsk, Toruń, Wrocław, Gorzów Wielkopolski, Zielona Góra, Częstochowa, Tarnów                                              |         | (3,2,3,3), (2,2,3), (3,2,3), (3,3,0,3), (3,3,2,2), (3,3,3,3), (3,3,3,3)                                         |  |
| 08.07, 15.07, 16.07, 03.08, 04.08, 12.08, 13.08                             | 2015 | Stal Rzeszów          | Częstochowa, Tarnów, Rzeszów, Toruń, Grudziądz, Zielona Góra, Gorzów Wielkopolski                                           |         | (3,2,3,1), (3,3,2,w), (ns,ns,ns,ns), (3,3,1,1), (1,1,2,2), ns, ns                                               |  |

#### Indywidualne Mistrzostwa Ligi Juniorów
W sezonach 2010, 2012 nie startował w finale.
| Sezon | Dzień       | Miejscowość  | Miejsce | Punkty | Biegi          | Klub                  |
| ----- | ----------- | ------------ | ------- | ------ | -------------- | --------------------- |
| 2011  | 9 września  | Zielona Góra | 7       | 9      | 1,0,2,3,3      | Włókniarz Częstochowa |
| 2013  | 3 września  | Toruń        |         | 12+d   | 1,2,3,3,3 + d1 | Włókniarz Częstochowa |
| 2014  | 25 września | Częstochowa  | 4       | 10     | 3,0,2,2,3      | Włókniarz Częstochowa |
| 2015  | 31 sierpnia | Częstochowa  | 8       | 6      | 3,0,3,d,u      | Stal Rzeszów          |

## Ligi zagraniczne

### Liga szwedzka
| Sezon | Liga        | Klub              | Miejsce | Mecze | Biegi | Punkty | Bonusy | Razem | Śr. bieg.   | Śr. mecz. |
| ----- | ----------- | ----------------- | ------- | ----- | ----- | ------ | ------ | ----- | ----------- | --------- |
| 2014  | Allsvenskan | Hammarby IF       | 7       | 4     | 15    | 19     | 2      | 21    | 1,400 (nkl) | 5,25      |
| 2015  | Allsvenskan | Örnarna Mariestad | 5       | 8     | 33    | 49     | 3      | 52    | 1,576 (31)  | 6,50      |
| 2017  | Elitserien  | Masarna Avesta    | 3       | 16    | 63    | 85     | 9      | 94    | 1,492 (41)  | 5,31      |
| Razem | Razem       | Razem             | Razem   | 28    | 111   | 153    | 14     | 167   | 1,505       | 5,46      |

### Liga niemiecka
| Sezon | Liga       | Klub                | Miejsce | Mecze | Biegi | Punkty | Śr. bieg.   | Śr. mecz. |
| ----- | ---------- | ------------------- | ------- | ----- | ----- | ------ | ----------- | --------- |
| 2013  | Bundesliga | MSC Wölfe Wittstock | 5       | 1     | 5     | 6      | 1,400 (nkl) | 6,00      |